# 태평레코드
태평(太平)레코드는 일본의 음반사였다. 본사는 일본의 니시노미야시에 위치했었다.

## 역사
태평레코드는 1932년 10월 28일에 설립되었다. 대략 680여종의 음반을 발매하였다. 초기에는 작은 규모로 출발하였으나, 1940년대 초에는 오케레코드를 위협할 만큼 성장하였다.[2] 이는 태평레코드가 〈나그네 설움〉과 같은 대형 히트곡을 냈기 때문이었는데, 오케레코드의 박시춘-남인수 콤비와 라이벌이었던 이재호-백년설 콤비가 간판급 스타로 활약했다. 〈찔레꽃〉의 백난아와 〈불효자는 웁니다〉의 뱐아월도 태평레코드가 배출한 스타 가수였다. 일제 강점기 말기에는 군국 가요를 발매하기도 했다. 1943년 말에 해체되었다. 자회사로는 기린레코드가 있었다.

## 번호체계
- Taihei8001 ~ Taihei 8699(1932.10.28 ~ 1940년대 말)
- TaiheiGC-3001 ~ TaiheiGC-3042(1940년 8월 ~ 1943년 말)
- TaiheiKC-5001 ~ TaiheiKC-5086(1941년 5월 ~ 1943년 말)